# 신평차량사업소
신평차량사업소(新平車輛事業所)는 대한민국 부산광역시 사하구 신평동에 있는 부산교통공사 부산 도시철도 1호선의 차량기지다.

## 개요
부산교통공사 1000호대 전동차의 경검수와 주박을 담당한다. 부산교통공사 1000호대 전동차 중 48개 편성을 관리한다.  이 차량기지 내에 부산 도시철도 1호선의 신평역이 있고, 이동 통로가 있다.

## 배선도
신평차량기지의 배선도는 다음과 같다. 신평기지는 부산 도시철도 1호선의 신평역, 동매역과 입·출고 선로가 각각 연결되어 있다. 신평역~다대포해수욕장역 구간 연장 개통 이후 이 차량기지 입고를 위해 별도로 신평역 상행(다대포해수욕장 방향) 승강장에 종착하는 부산교통공사 1000호대 전동차가 막차 외에는 존재하지 않기 때문에 막차를 제외한 이 차량기지 입고 열차는 반드시 다대포해수욕장역 상행(당역 종착) 승강장에서 종착 후 행선판을 회송으로 바꾸고, 동매역까지 공차회송한 후 신평역 진입 전에 분기되는 연결 선로를 타고, 이 차량기지로 입고한다.

## 업무
- 부산교통공사 1000호대 전동차 입·출고 검수관리

## 소속 전동차
01세대:131~148편성
02세대:105~108편성, 113~114편성